# Любомир Єпітропов
Любомир Єпітропов (27 квітня 1999) — болгарський плавець. Учасник літніх Олімпійських ігор 2020, де в попередніх запливах на дистанції 100 метрів брасом посів 32-ге і місця й не потрапив до півфіналів, а в півфіналі на дистанції 200 метрів брасом посів 15-те місце і не потрапив до фіналу.